# 刘启盛
丹斯里刘启盛，马来西亚商人，马来西亚实达集团的总裁兼首席执行官。
2011年12月14日，他获得了2011年度安永企业家奖，以及Master Entrepreneur 2011，并将代表马来西亚参加2012年在摩纳哥蒙特卡洛举行的年度安永世界企业家奖（WEOY）年度典礼。